# Волхви
Волхви (стсл. влъхвꙑ) у словенском паганству означава жречеве, добре магове, гатаре, прорицаче, лекаре. Реч је у сродству са архаичним речима волшебник у значењу чаробњак и волшебништво у значењу чарање, магија.
Волхвима су се називали древни словенски жреци, који, осим што су служитељи богова, вршили су и разне магијске обреде у корист рода, племена или ради управљања природним стихијама. Приписивало им се и умеће прорицања будућности. Уопштено, били су оруђе богова, помагали су очување врховног божанственог закона Правде и имали су јако изражене шаманске функције.
У смислу паганских жречева, звездара, појам волхви је употребљен и у црквенословенској Библији. У Новом завету (Матеј 2:1,2) тројица волхва (мудраца), вођени Витлејемском звездом, иду да се поклоне новођеном Исусу Христу и да му принесу дарове.
Данас термин волхви самозвано користе и лидери савремених словенских паганских општина, најраспрострањенијих у Русији и Украјини (види Родноверје).